# Гошева, Ирина Прокофьевна
Ири́на Проко́фьевна Го́шева (12 [25] марта 1911, Архангельск — 11 марта 1988, Москва) — советская актриса театра и кино, Народная артистка РСФСР (1963).

## Биография
Ирина Гошева родилась в Архангельске 12 (25) марта 1911 года. В 1929 году окончила школу II ступени, переехала в Ленинград и поступила на актерский факультет Ленинградского техникума сценических искусств (курс Владимира Сладкопевцева). В 1932 году окончила Ленинградский техникум сценических искусств и в том же году поступила в «Молодой театр» под руководством С. Э. Радлова.
В 1935—1940 годах актриса играла в Ленинградском театре комедии под руководством Н. П. Акимова, а в 1940 году по приглашению В. И. Немировича-Данченко переехала в Москву и поступила во МХАТ, прослужив в нём до 1974 года.
Сергей Эйзенштейн планировал снимать Ирину Гошеву в роли Анастасии в фильме «Иван Грозный», но её не отпустили из Художественного театра в Алма-Ату для съёмок. Об этом упоминается в записи беседы И. В. Сталина с С. М. Эйзенштейном и Н. К. Черкасовым, которая прошла 26 февраля 1947 года.
В 1987 — 1988 годах работала во МХАТ имени А. П. Чехова. 
Умерла 11 марта 1988 года и была похоронена на Невзоровском кладбище (уч. 17) в городе Ивантеевке Пушкинского района Московской области рядом с мужем.

## Семья
Отец — Прокофий Фёдорович Гошев (ум. 1940), кочегар.
Мать — Ирина Петровна Гошева (ум. 1930), домохозяйка.
Муж — Владимир Владимирович Кабатченко (1904 — 1981), актер, заслуженный артист РСФСР (1954). Похоронен на Невзоровском кладбище (уч. 17) в городе Ивантеевке Пушкинского района Московской области.
- Дочь — Елена Владимировна Кабатченко (1935 — ?), актриса.

## Звания и награды
- заслуженная артистка РСФСР (5 ноября 1947)
- народная артистка РСФСР (30 января 1963)
- орден Трудового Красного Знамени (26 октября 1948)
- орден «Знак Почёта» (1 июня 1940)
- медали

## Театральные работы
В Ленинградском театре комедии
- 1936 — «Собака на сене» Лопе де Вега (режиссёр Н. П. Акимов) — Диана
- 1937 — «Весенний смотр» В. В. Шкваркина (1937 год, режиссёры С. И. Юткевич и Х. А. Локшина) — Люба
- 1939 — «Опасный поворот» Дж. Б. Пристли  (режиссёр Г. М. Козинцев, худ. Н. П. Акимов) — Оуэн
- 1940 — «Тень» Е. Л. Шварца, (режиссёр Н. П. Акимов) — Аннуциата

Во МХАТе СССР имени М. Горького
- 1940 — «Три сестры» А. П. Чехова — Ирина
- 1945 — «Вишнёвый сад» А. П. Чехова — Аня
- 1945 — «Идеальный муж» О. Уайльда — леди Мэйбл Чилтерн
- 1947 — «Дни и ночи» К. М. Симонова — Аня Клименко
- 1949 — «Двенадцать месяцев» С. Я. Маршака — Падчерица
- 1951 — «Безумный день, или Женитьба Фигаро» П. О. Бомарше — Сюзанна
- 1952 — «Таланты и поклонники» А. Н. Островского — Негина
- 1956 — «Осенний сад» — Констанс Такерман
- 1958 — «Третья патетическая» Н. Ф. Погодина — Мария Ильинична Ульянова
- 1962 — «Дом, где мы родились» П. Когоута — Мать
- 1964 — «Зима тревоги нашей» Дж. Стейнбека
- 1971 — «Потусторонние встречи» Л. В. Гинзбурга — Эмма
- 1973 — «Кремлёвские куранты» Н. Ф. Погодин — Забелина
- 1974 — «Соло для часов с боем» О. Заградника — пани Конти
- 1974 — «Синяя птица» М. Метерлинка — Бабушка

## Фильмография
- 1934 — Юность Максима — заключённая
- 1939 — Два брата — Вера
- 1953 — Анна Каренина — Варя Вронская
- 1963 — Теперь пусть уходит — Гермион
- 1969 — Преступление и наказание — Пульхерия Александровна Раскольникова, мать Родиона Раскольникова
- 1970 — Волшебная сила (новелла «Волшебная сила искусства») — учительница Елена Сергеевна Сергеева
- 1971 — Вчера, сегодня и всегда — Анна Павловна Шеина
- 1971 — Заговор
- 1971 — Человек с другой стороны — мать Виктора
- 1975 — Победитель — Елена Николаевна Мокашева, мать Георгия
- 1977 — Любовь Яровая — Горностаева, жена профессора
- 1978 — Проводы — секретарь
- 1979 — Взрослый сын — бабушка Андрея Шульгина
- 1980 — Депутатский час — Валентина Георгиевна
- 1981 — Женщина в белом — миссис Клеменс
- 1981 — Через Гоби и Хинган — Надежда Фёдоровна
- 1983 — Петля — Полина Ивановна
- 1984 — Загадка Кальмана
- 1985 — Искренне Ваш… — мать Павла
- 1986 — Без сына не приходи! — учительница пения
- 1986 — Осенний ветер

## Озвучивание мультфильмов
- 1951 — Высокая горка

1951 - Голубая змейка 
- 1952 — Валидуб — мать Янека / Маришка
- 1954 — Оранжевое горлышко
- 1955 — Остров ошибок — Галочка
- 1959 — Янтарный замок